# Kalaburagi
Kalaburagi (fram till 1 november 2014 Gulbarga) är en stad i den indiska delstaten Karnataka och är centralort i ett distrikt med samma namn. Folkmängden beräknades till cirka 650 000 invånare 2018. Staden är belägen cirka 12 mil från Vijayapura och lydde under brittisk kolonial tid under furstendömet Hyderabad.
Kalaburagi var 1347–1432 huvudstad för självständiga dynastier och har ruiner av flera palats. Borgen innesluter en stor moské, byggd med den i Córdoba som förebild.